# نان كروس
نان كروس (بالإنجليزية: Nan Cross)‏ هي ناشِطة جنوب أفريقية، ولدت في 3 يناير 1928، وتوفيت في 14 يوليو 2007.